# Burton Cove
Die Burton Cove ist eine kleine Bucht an der Südwestspitze von Bird Island westlich vor Südgeorgien. Sie liegt unmittelbar östlich des Pearson Point.
Das UK Antarctic Place-Names Committee benannte sie 1977 nach Robert W. Burton, Assistent des British Antarctic Survey bei der Ermittlung der Pelzrobbenbestände auf Bird Island zwischen 1971 und 1972.